# Cyrtandra calyptribracteata
Cyrtandra calyptribracteata är en tvåhjärtbladig växtart som beskrevs av Reinier Cornelis Bakhuizen van den Brink. Cyrtandra calyptribracteata ingår i släktet Cyrtandra och familjen Gesneriaceae. Inga underarter finns listade i Catalogue of Life.